# Cortes
Cortes – gmina w Hiszpanii, w Nawarze, o powierzchni 36,54 km². W 2011 roku gmina liczyła 3281 mieszkańców.